# Associazione Calcio Napoli 1956-1957
Questa voce raccoglie le informazioni riguardanti l'Associazione Calcio Napoli nelle competizioni ufficiali della stagione 1956-1957.

## Stagione
Orfani di Hasse Jeppson, passato al Torino, gli uomini di mister Amadei iniziarono bene il campionato, restando imbattuti nelle prime otto partite. Notevole fu il risultato ottenuto alla quarta giornata, un 5-3 in casa del Milan di Buffon e Schiaffino - che a fine anno si laureò Campione d'Italia - con gli azzurri che chiusero il primo tempo sullo 0-5, con doppiette di Pesaola e Vinício e gol di Posio. Il Napoli chiuse il girone di andata al quarto posto, ma le nove sconfitte patite nel girone di ritorno fecero scivolare gli azzurri all'11simo posto.

## Divise
| Prima divisa | Seconda divisa | Divisa portiere |

## Rosa
| N. |                   | Ruolo | Calciatore          |
| -- | ----------------- | ----- | ------------------- |
|    | Italia (bandiera) | P     | Ottavio Bugatti     |
|    | Italia (bandiera) | P     | Brenno Fontanesi    |
|    | Italia (bandiera) | D     | Rodolfo Beltrandi   |
|    | Italia (bandiera) | D     | Luciano Comaschi    |
|    | Italia (bandiera) | D     | Pier Luigi Del Bene |
|    | Italia (bandiera) | D     | Cesare Franchini    |
|    | Italia (bandiera) | D     | Elia Greco          |
|    | Italia (bandiera) | D     | Giorgio Granata     |
|    | Italia (bandiera) | D     | Celso Posio         |
|    | Italia (bandiera) | C     | Luigi Amicarelli    |

| N. |                      | Ruolo | Calciatore               |
| -- | -------------------- | ----- | ------------------------ |
|    | Italia (bandiera)    | C     | Luigi Brugola            |
|    | Italia (bandiera)    | C     | Giovanni Ciccarelli      |
|    | Italia (bandiera)    | C     | Sergio Morin             |
|    | Argentina (bandiera) | C     | Bruno Pesaola (capitano) |
|    | Italia (bandiera)    | C     | Romano Storchi           |
|    | Italia (bandiera)    | C     | Giancarlo Vitali         |
|    | Italia (bandiera)    | A     | Giuseppe Romagnolo       |
|    | Brasile (bandiera)   | A     | Luís Vinício             |
|    | Uruguay (bandiera)   | A     | Romualdo Moro            |

## Calciomercato
| Acquisti | Acquisti         | Acquisti | Acquisti   |
| R.       | Nome             | da       | Modalità   |
| -------- | ---------------- | -------- | ---------- |
| C        | Sergio Morin     | SPAL     | definitivo |
| D        | Cesare Franchini | Verona   | definitivo |

| Cessioni | Cessioni       | Cessioni | Cessioni   |
| R.       | Nome           | a        | Modalità   |
| -------- | -------------- | -------- | ---------- |
| D        | Armando Tre Re | Massese  | definitivo |

## Risultati

### Serie A

#### Girone di andata
| Arbitro: | Corallo (Lecce) |

|                        |           |  |
| Vinicio 38’ Vitali 65’ | Marcatori |  |

| Arbitro: | Bernardi (Bologna) |

|             |           |                           |
| Renosto 67’ | Marcatori | 25’, 84’ (rig.) Beltrandi |

| Arbitro: | Bonetto (Torino) |

|            |           |  |
| Ciccarelli | Marcatori |  |

| Arbitro: | Bonetto (Torino) |

|                                      |           |                                            |
| Schiaffino 60’ (rig.), 86’ Galli 90’ | Marcatori | 9’ Posio 19’, 32’ Pesaola 26’, 42’ Vinicio |

| Napoli 14 ottobre 1956 5ª giornata | Napoli              | 0 – 0 referto | Bologna | Stadio della Liberazione\| Arbitro: \| Lo Bello (Siracusa) \| |
| Arbitro:                           | Lo Bello (Siracusa) |               |         |                                                               |

| Vicenza 21 ottobre 1956 6ª giornata | L.R. Vicenza       | 0 – 0 referto | Napoli | Stadio Romeo Menti\| Arbitro: \| Bernardi (Bologna) \| |
| Arbitro:                            | Bernardi (Bologna) |               |        |                                                        |

| Arbitro: | Campanati (Milano) |

|                |           |            |
| Bonistalli 25’ | Marcatori | 2’ Vinicio |

| Napoli 18 novembre 1956 8ª giornata | Napoli           | 0 – 0 referto | Lazio | Stadio della Liberazione\| Arbitro: \| Jonni (Macerata) \| |
| Arbitro:                            | Jonni (Macerata) |               |       |                                                            |

| Arbitro: | Campanati (Milano) |

|                                   |           |  |
| Sandell 38’ (rig.) Di Giacomo 50’ | Marcatori |  |

| Arbitro: | Grill |

|          |           |            |
| Moro 23’ | Marcatori | 42’ Segato |

| Arbitro: | Griggi (Brescia) |

|  |           |           |
|  | Marcatori | Beltrandi |

| Arbitro: | Bernardi (Bologna) |

|         |           |  |
| Vinicio | Marcatori |  |

| Arbitro: | Seipelt |

|  |           |                |
|  | Marcatori | Vitali Vinicio |

| Arbitro: | Pieri (Trieste) |

|                 |           |  |
| Pesaola autogol | Marcatori |  |

| Arbitro: | Menchini (Udine) |

|         |           |  |
| Pesaola | Marcatori |  |

| Palermo 20 gennaio 1957 16ª giornata | Palermo           | 0 – 0 referto | Napoli | Stadio La Favorita\| Arbitro: \| Liverani (Torino) \| |
| Arbitro:                             | Liverani (Torino) |               |        |                                                       |

| Napoli 27 gennaio 1957 17ª giornata | Napoli | 1 – 2 referto | Genoa | Stadio della Liberazione\| Arbitro: \| Mayer \| |
| Arbitro:                            | Mayer  |               |       |                                                 |

#### Girone di ritorno
| Bergamo 3 febbraio 1957 18ª giornata | Atalanta | 2 – 0 referto | Napoli | Stadio Comunale |

| Napoli 10 febbraio 1957 19ª giornata           | Napoli    | 2 – 1 referto | Triestina | Stadio della Liberazione |
| \| \| \| \| \| Vinicio Moro \| Marcatori \| \| |           |               |           |                          |
|                                                |           |               |           |                          |
| Vinicio Moro                                   | Marcatori |               |           |                          |

| Milano 17 febbraio 1957 20ª giornata   | Inter     | 3 – 1 referto | Napoli | Stadio San Siro |
| \| \| \| \| \| \| Marcatori \| Moro \| |           |               |        |                 |
|                                        |           |               |        |                 |
|                                        | Marcatori | Moro          |        |                 |

| Napoli 24 febbraio 1957 21ª giornata      | Napoli    | 2 – 2 referto | Milan | Stadio della Liberazione |
| \| \| \| \| \| Vinicio \| Marcatori \| \| |           |               |       |                          |
|                                           |           |               |       |                          |
| Vinicio                                   | Marcatori |               |       |                          |

| Bologna 3 marzo 1957 22ª giornata      | Bologna   | 2 – 1 referto | Napoli | Stadio Comunale |
| \| \| \| \| \| \| Marcatori \| Moro \| |           |               |        |                 |
|                                        |           |               |        |                 |
|                                        | Marcatori | Moro          |        |                 |

| Napoli 10 marzo 1957 23ª giornata         | Napoli    | 1 – 0 referto | L.R. Vicenza | Stadio della Liberazione |
| \| \| \| \| \| Vinicio \| Marcatori \| \| |           |               |              |                          |
|                                           |           |               |              |                          |
| Vinicio                                   | Marcatori |               |              |                          |

| Napoli 17 marzo 1957 24ª giornata         | Napoli    | 1 – 0 referto | Padova | Stadio della Liberazione |
| \| \| \| \| \| Brugola \| Marcatori \| \| |           |               |        |                          |
|                                           |           |               |        |                          |
| Brugola                                   | Marcatori |               |        |                          |

| Roma 24 marzo 1957 25ª giornata        | Lazio     | 1 – 1 referto | Napoli | Stadio Olimpico |
| \| \| \| \| \| \| Marcatori \| Moro \| |           |               |        |                 |
|                                        |           |               |        |                 |
|                                        | Marcatori | Moro          |        |                 |

| Napoli 31 marzo 1957 26ª giornata | Napoli | 0 – 1 referto | SPAL | Stadio della Liberazione |

| Firenze 7 aprile 1957 27ª giornata | Fiorentina | 4 – 0 referto | Napoli | Stadio Comunale |

| Napoli 14 aprile 1957 28ª giornata                  | Napoli    | 2 – 1 referto | Udinese | Stadio della Liberazione |
| \| \| \| \| \| Beltrandi Vinicio \| Marcatori \| \| |           |               |         |                          |
|                                                     |           |               |         |                          |
| Beltrandi Vinicio                                   | Marcatori |               |         |                          |

| Torino 28 aprile 1957 29ª giornata | Juventus | 1 – 0 referto | Napoli | Stadio Comunale |

| Napoli 5 maggio 1957 30ª giornata         | Napoli    | 1 – 2 referto | Roma | Stadio della Liberazione |
| \| \| \| \| \| Brugola \| Marcatori \| \| |           |               |      |                          |
|                                           |           |               |      |                          |
| Brugola                                   | Marcatori |               |      |                          |

| Genova 19 maggio 1957 31ª giornata | Sampdoria | 1 – 0 referto | Napoli | Stadio Luigi Ferraris |

| Torino 2 giugno 1957 32ª giornata         | Torino    | 1 – 1 referto | Napoli | Stadio Filadelfia |
| \| \| \| \| \| \| Marcatori \| Vinicio \| |           |               |        |                   |
|                                           |           |               |        |                   |
|                                           | Marcatori | Vinicio       |        |                   |

| Napoli 9 giugno 1957 33ª giornata         | Napoli    | 4 – 1 referto | Palermo | Stadio della Liberazione |
| \| \| \| \| \| Vinicio \| Marcatori \| \| |           |               |         |                          |
|                                           |           |               |         |                          |
| Vinicio                                   | Marcatori |               |         |                          |

| Genova 16 giugno 1957 34ª giornata | Genoa | 1 – 0 referto | Napoli | Stadio Luigi Ferraris |

## Statistiche

### Statistiche di squadra
| Competizione | Punti | In casa | In casa | In casa | In casa | In casa | In casa | In trasferta | In trasferta | In trasferta | In trasferta | In trasferta | In trasferta | Totale | Totale | Totale | Totale | Totale | Totale | DR |
| Competizione | Punti | G       | V       | N       | P       | Gf      | Gs      | G            | V            | N            | P            | Gf           | Gs           | G      | V      | N      | P      | Gf     | Gs     | DR |
| ------------ | ----- | ------- | ------- | ------- | ------- | ------- | ------- | ------------ | ------------ | ------------ | ------------ | ------------ | ------------ | ------ | ------ | ------ | ------ | ------ | ------ | -- |
| Serie A      | 32    | 17      | 8       | 5       | 4       | 23      | 15      | 17           | 3            | 5            | 9            | 16           | 26           | 34     | 11     | 10     | 13     | 39     | 41     | -2 |

### Statistiche dei giocatori
| Giocatore     | Serie A  | Serie A |
| Giocatore     | Presenze | Reti    |
| ------------- | -------- | ------- |
| L. Amicarelli | 5        | 0       |
| D. Andronico  | 1        | 0       |
| R. Beltrandi  | 31       | 4       |
| L. Brugola    | 26       | 2       |
| O. Bugatti    | 32       | -37     |
| G. Ciccarelli | 13       | 1       |
| L. Comaschi   | 32       | 0       |
| P. Del Bene   | 15       | 0       |
| B. Fontanesi  | 2        | -4      |
| C. Franchini  | 29       | 0       |
| G. Granata    | 1        | 0       |
| E. Greco      | 22       | 0       |
| A. Molinari   | 2        | 0       |
| S. Morin      | 33       | 0       |
| R. Moro       | 12       | 5       |
| B. Pesaola    | 34       | 5       |
| C. Posio      | 29       | 1       |
| R. Storchi    | 1        | 0       |
| L. Vinicio    | 34       | 18      |
| G. Vitali     | 20       | 2       |